# Dolfinarium

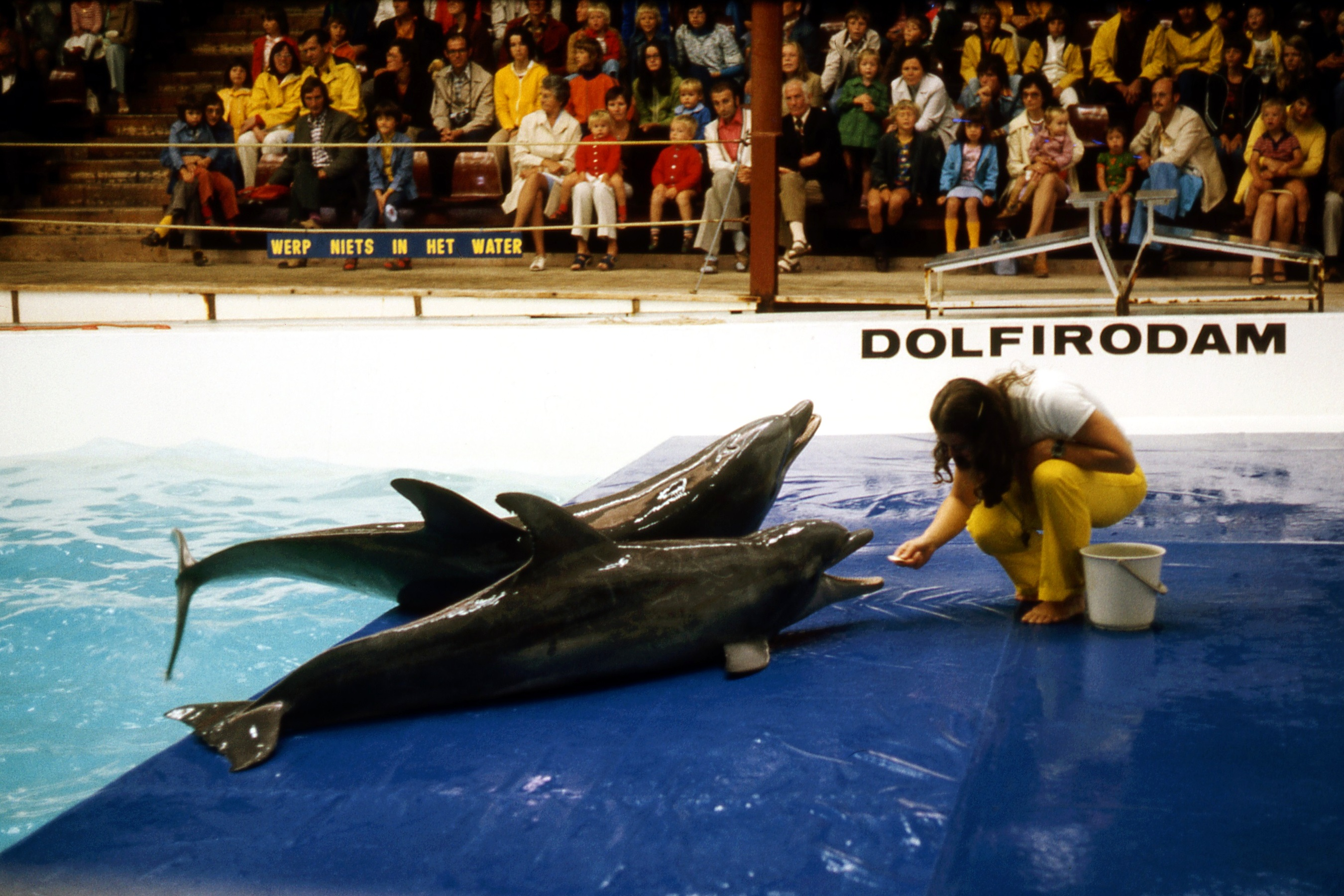
1974: Dolfirodam van Scharendijke

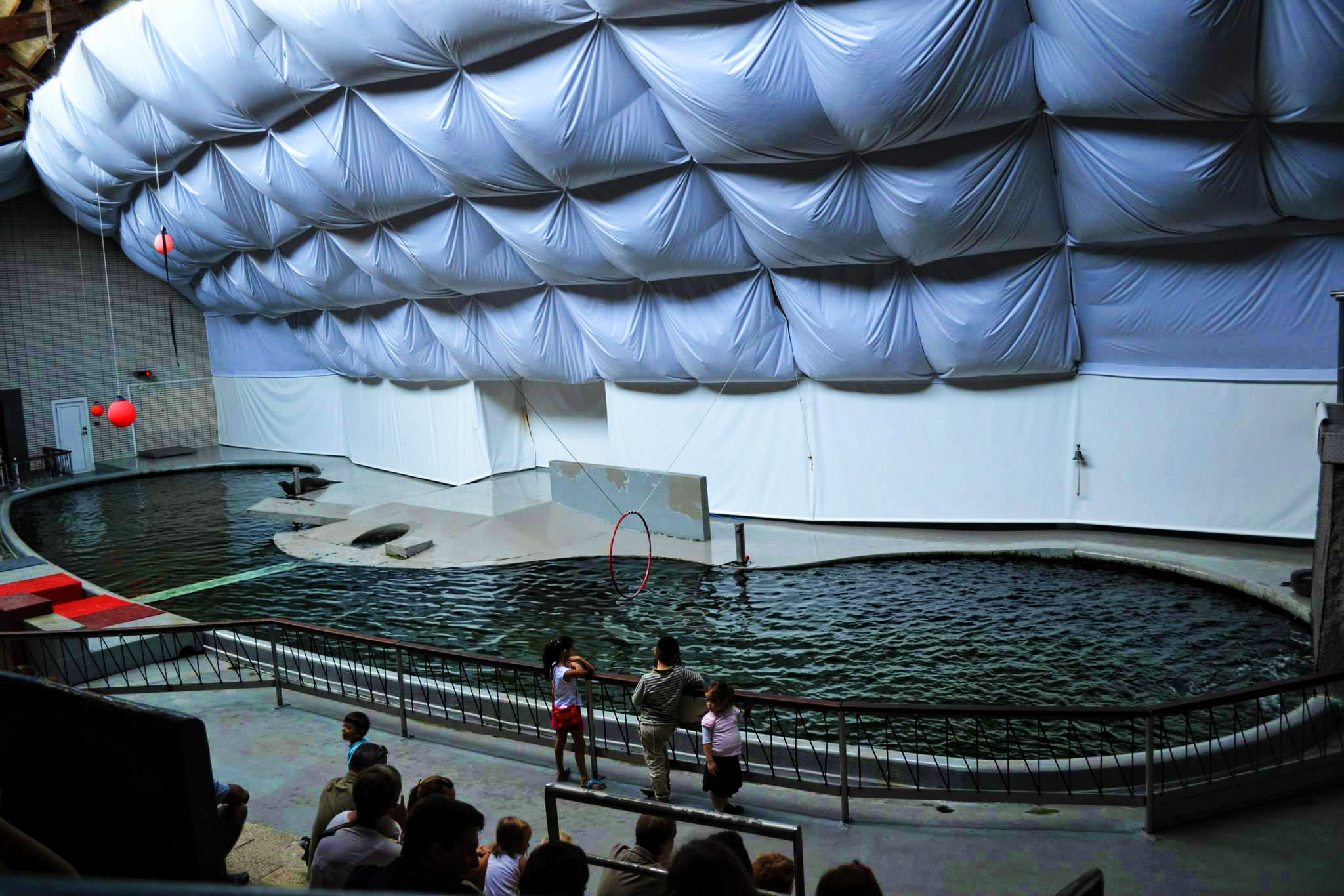
Dolfinarium in ZOO Antwerpen

Een dolfinarium is een bassin voor het houden van dolfijnen. Soms worden deze zeezoogdieren gehouden in combinatie met andere dieren zoals zeeleeuwen, zeehonden, orka's, walrussen en pinguïns. De dieren worden afgericht zodat zij in shows voor betalend publiek kunnen optreden.

## Benelux
In Nederland is er Dolfinarium Harderwijk en in België Dolfinarium Brugge.

### Gesloten dolfinaria
- Dolfirado: in Stein (1981-1987)[1]
- Dolfirodam: in Scharendijke (1973-1980)
- Dolfirama: in Zandvoort (1969-1988)
- ZOO Antwerpen, tot 1999